# Parlement de l'Éthiopie
Le Parlement de l'Éthiopie (en amharique : የኢትዮጵያ ፓርላማ romanisé :  Ye’ītiyop’iya parilama) est l'organe législatif bicaméral de la république démocratique fédérale d'Éthiopie.
Ses deux chambres sont :
- le Chambre de la fédération, sa chambre haute ;
- le Chambre des représentants des peuples, sa chambre basse.

Le Parlement a été introduit par la Constitution éthiopienne de 1994, il remplace le Shengo dans la fonction du pouvoir législatif de l'Éthiopie.
Si les deux chambres du Parlement ont leurs compétences propres, elles sont parfois amenées à siéger ensemble, notamment pour l'élection du président de la République et les modifications constitutionnelles.